# یوهان کریستف باخ (نوازنده ارگ)
یوهان کریستف باخ (به آلمانی: Johann Christoph Bach)
(زادهٔ ۱۶ ژوئن ۱۶۷۱ - درگذشتهٔ ۲۲ فوریهٔ ۱۷۲۱) آهنگساز آلمانی دورهٔ باروک بود. او بزرگ‌ترین برادر یوهان سباستیان باخ، آهنگساز نامدار، بود که پس از مرگِ پدر، سرپرستی برادر را به‌عهده گرفت.
یوهان کریستف باخ، از ۱۶۸۶ تا ۱۶۸۹، در ارفورت، سه سال شاگردِ یوهان پاخلبل بود.